# Macna darabitalis
Macna darabitalis är en fjärilsart som beskrevs av Pieter Cornelius Tobias Snellen 1895. Macna darabitalis ingår i släktet Macna och familjen mott. Inga underarter finns listade i Catalogue of Life.